# Démétrius II d'Abkhazie
Démétrius II d’Abkhazie (en géorgien დიმიტრი, Dimitri II) est un roi d’Abkhazie de la dynastie des Antchabadzé ayant régné de 836/837 à 871/872 selon Cyrille Toumanoff ou de 855 à 864 selon la l'hypothèse de Christian Settipani.  

## Biographie
Le Divan des rois d'Abkhazie indique qu’il était le fils de Léon II  d'Abkhazie et lui attribue un règne de 36 ans, trop long pour s'insérer dans la chronologie globale des rois d'Abkhazie. Christian Settipani émet l’hypothèse que ce règne se divise en fait en deux périodes : 29 ans comme prétendant contre son frère Théodose II d'Abkhazie et 9 ans (855-864) comme roi effectif des Abkhazes. L’auteur du Divan des rois d'Abkhazie, dont le but est de proclamer la légitimité de Bagrat III de Géorgie, le descendant direct de Démétrius II, aurait bien entendu occulté cette situation.
La Chronique géorienne n’évoque qu’incidemment Démétrius II en précisant qu’il était « le fils de Léon, le frère de Théodose et qu’il eut comme successeur son frère Georges ».

## Postérité
D'une épouse inconnue Démétrius II laisse deux fils :
- Tininé, éristhaw à Tchikha tué vers 871/877 ;
- Bagrat Ier d'Abkhazie.